# Galgenphol
Der Galgenphol ist ein See bei Schönwalde im Landkreis Vorpommern-Greifswald in Mecklenburg-Vorpommern.
Das etwa 0,3 Hektar große Gewässer befindet sich im Gemeindegebiet von Schönwalde, einen Kilometer nordwestlich vom Ortszentrum entfernt. Der See hat keine natürlichen Ab- oder Zuflüsse. Die maximale Ausdehnung des Galgenphols beträgt etwa 100 mal 50 Meter.